# كاميرون بيكمان
كاميرون بيكمان (بالإنجليزية: Cameron Beckman)‏ هو لاعب غولف أمريكي، ولد في 15 فبراير 1970 في منيابولس في الولايات المتحدة.

## وصلات خارجية
- كاميرون بيكمان على موقع رابطة لاعبي الغولف المحترفين (الإنجليزية)
- كاميرون بيكمان على موقع التصنيف العالمي الرسمي للغولف (الإنجليزية)